# حشره‌خوار کوتوله اوراسیایی
 حشره‌خوار کوتوله اوراسیایی (نام علمی: Sorex minutus) نام یک گونه از سرده حشره‌خوارهای دم‌دراز است.